# Замойский, Станислав Костка
Станислав Костка Францишек Салезы Регинальд Замойский (пол. Stanisław Kostka Franciszek Salezy Reginald Zamoyski, также Станислав Андреевич Замойский; 13 января 1775, Варшава, Польша — 2 апреля 1856, Вена, Австрия) — граф, польский государственный и политический деятель Варшавского герцогства, Царства Польского и Российской империи, действительный тайный советник.

## Биография
Станислав Костка Замойский родился в аристократической семье, герба Елита. Его родителями были Анджей Иероним Замойский (1716—1792) — великий коронный канцлер Польского королевства (1764—1767) — и княгиня Констанция Чарторыйская, дочь чашничего великого князя Литовского Станислава Костки Чарторыйского.
В 1808 году австрийским правительством был пожалован в действительные тайные советники и камергеры.
В 1809 году в качестве председателя возглавил Временное центральное военное правительство обеих Галиций, созданное в Люблине в ходе войны Варшавского герцогства с Австрией на землях Восточной и Западной Галиции князем Ю.Понятовским под протекторатом Наполеона.
В 1810 году — сенатор и воевода Варшавского герцогства. В 1815 возглавил депутацию герцогства в Париж для переговоров с императором Александром I, который с тех пор благоволил к нему. Тогда же стал сенатором Царства Польского.
В 1821 Замойский — член Общего Совета Правительственной комиссии вероисповеданий и народного просвещения в Царстве Польском. С января 1822 до июля 1831 года Станислав Костка Замойский занимал пост президента Сейма Царства Польского.
В 1826 году Замойский был назначен председателем Следственной комиссии по расследованию деятельности тайных революционных обществ Царства Польского («Польского патриотического общества»).
Будучи противником восстания в Польше, в 1830 году переехал жить в Санкт-Петербург. С 1831 до 1850 года — член Государственного Совета Российской империи, действительный тайный советник. С февраля 1832 года — присутствующий в особом департаменте, учрежденном в Государственном Совете для Царства Польского.
Вскоре он уехал за границу, жил в Вене, в 1836 году временно вернулся в Варшаву, где с ним случился апоплексический удар. Лечился на разных курортах Европы. Несмотря на неоднократные отсрочки отпусков и напоминания, Замойскии так и не вернулся к службе, ссылаясь на расстроенное здоровье. В апреле 1850 года по болезни он вышел в отставку. Умер в Вене в 1854 году.
Станислав Костка Замойский был XII ординатом Замосця.

## Семья

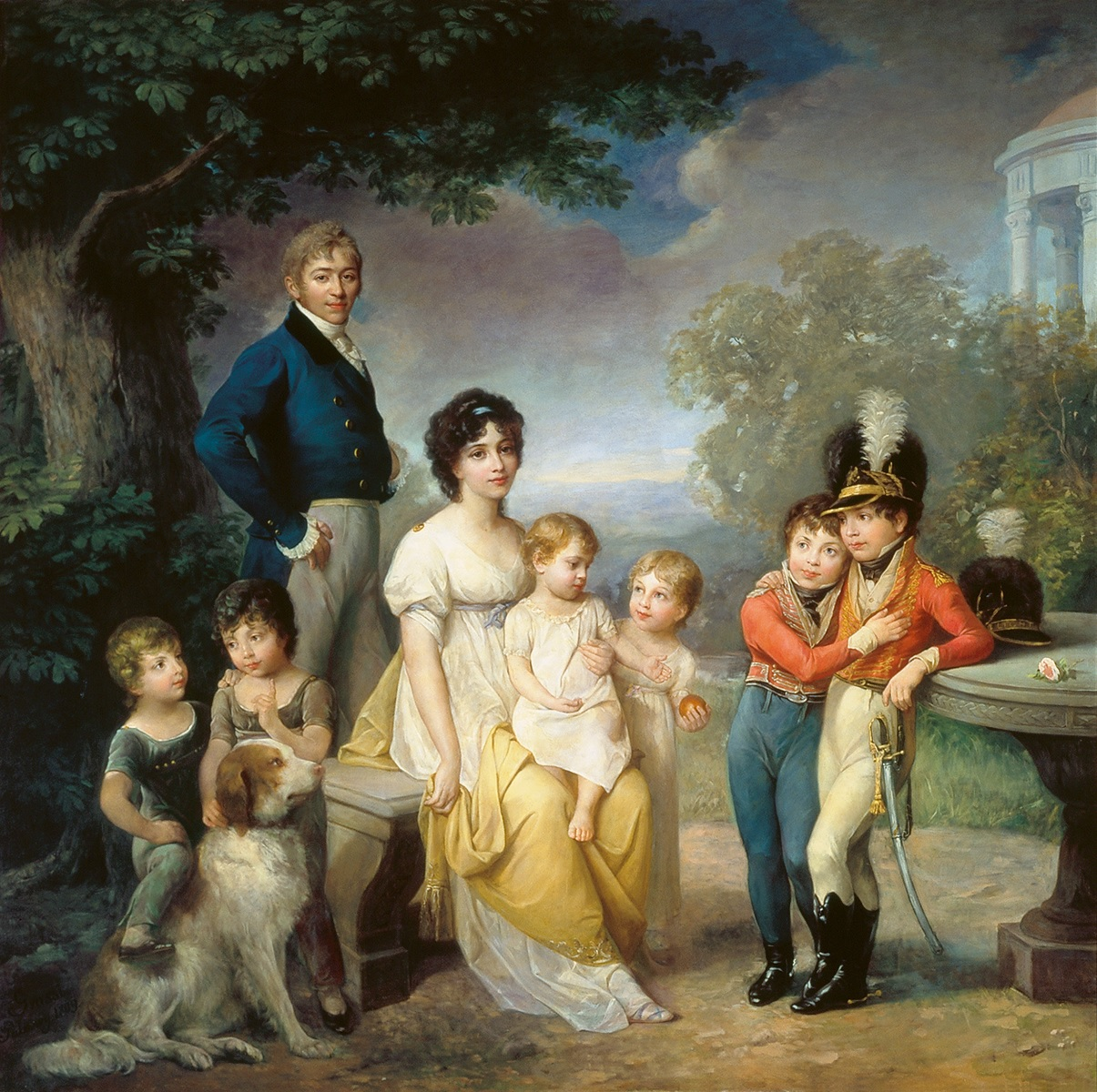
Станислав и Софья Замойские с детьми на портрете работы Иосифа Грасси (1810)

20 мая 1798 году в Пулавах женился на княжне Софье Адамовне Чарторыйской (15.09.1778—27.02.1837), дочери князя Адама Казимира Чарторыйского (1734—1823) от брака с Изабеллой Флемминг (1746—1835); младшей сестре известного князя Адама. Графиня Софья Замойская, по словам графа А. И. Рибопьера, была «несравненна» по своей красоте, высокая, темноволосая, с кожей ослепительной белизны, она соединяла в себе все типы польской красоты. На празднествах во время Венского конгресса производила фурор и удивляла всех
своею игрой и пением на придворных спектаклях. 22 августа 1826 года была пожалована в статс-дамы. Умерла во Флоренции в 1837 году. В браке родились:
- Константин (09.04.1799—09.01.1866), женат с 1827 года на княжне Аниеле Сапеге (1801—1855).
- Анджей Артур (02.04.1800—29.10.1874), женат с 1824 года на графине Розе Потоцкой (1802—1862).
- Ян (16.02.1802—05.12.1879), женат с 1843 года на графине Анне Мысельской (1818—1859).
- Владислав (24.03.1803—11.01.1868), женат с 1852 года на графине Ядвиге Дзялынской (1831—1922).
- Целестина Гризельда (1805—19.07.1883), муж с 1825 года граф Адам Тит Дзялынский (1796—1861).
- Ядвига Клементина (09.08.1806—20.03.1890), муж с 1825 года князь Лев Людовик Сапега (1803—1878).
- Здислав (28.01.1810—13.08.1855), женат с 1834 года на Юзефе Валицкой (1808—1880).
- Август (18.11.1811—23.02.1889), женат с 1843 года на графине Елфриде Тизенгауз (1825—1872).
- Элиза Эльжбета (1818—24.07.1857), муж с 1841 года Леон Зенон Бжозовский (1808—1887).
- Станислав Костка (13.08.1820—25.06.1889), женат с 1851 года на графине Розе Марианне Потоцкой (1831—1890).

## Награды
- Орден Белого орла (16.06.1812)[1]
- Орден Святого Станислава 1-й степени (1812)[2]
- Орден Святого Александра Невского (24.08.1815)
- Орден Святой Анны 1-й степени (01.06.1825)[3]
- Орден Святого апостола Андрея Первозванного (01.06.1825)
- Алмазные знаки ордена Св. апостола Андрея Первозванного (06.10.1831)
- Королевский орден Обеих Сицилий, большой крест (Неаполитанское королевство, 1810)[4]
- Крест Чести и преданности (Мальтийский орден)[5]